# Lyttomeloe
Lyttomeloe là một chi bọ cánh cứng trong họ Meloidae.
Chi này được miêu tả khoa học năm 1921 bởi Denier.

## Các loài
Chi này gồm các loài:
- Lyttomeloe saulcyi (Guérin-Ménéville, 1834)